# Puya venusta
Puya venusta är en gräsväxtart som först beskrevs av John Gilbert Baker, och fick sitt nu gällande namn av Rodolfo Amando Philippi. Puya venusta ingår i släktet Puya och familjen Bromeliaceae. Inga underarter finns listade i Catalogue of Life.

## Bildgalleri

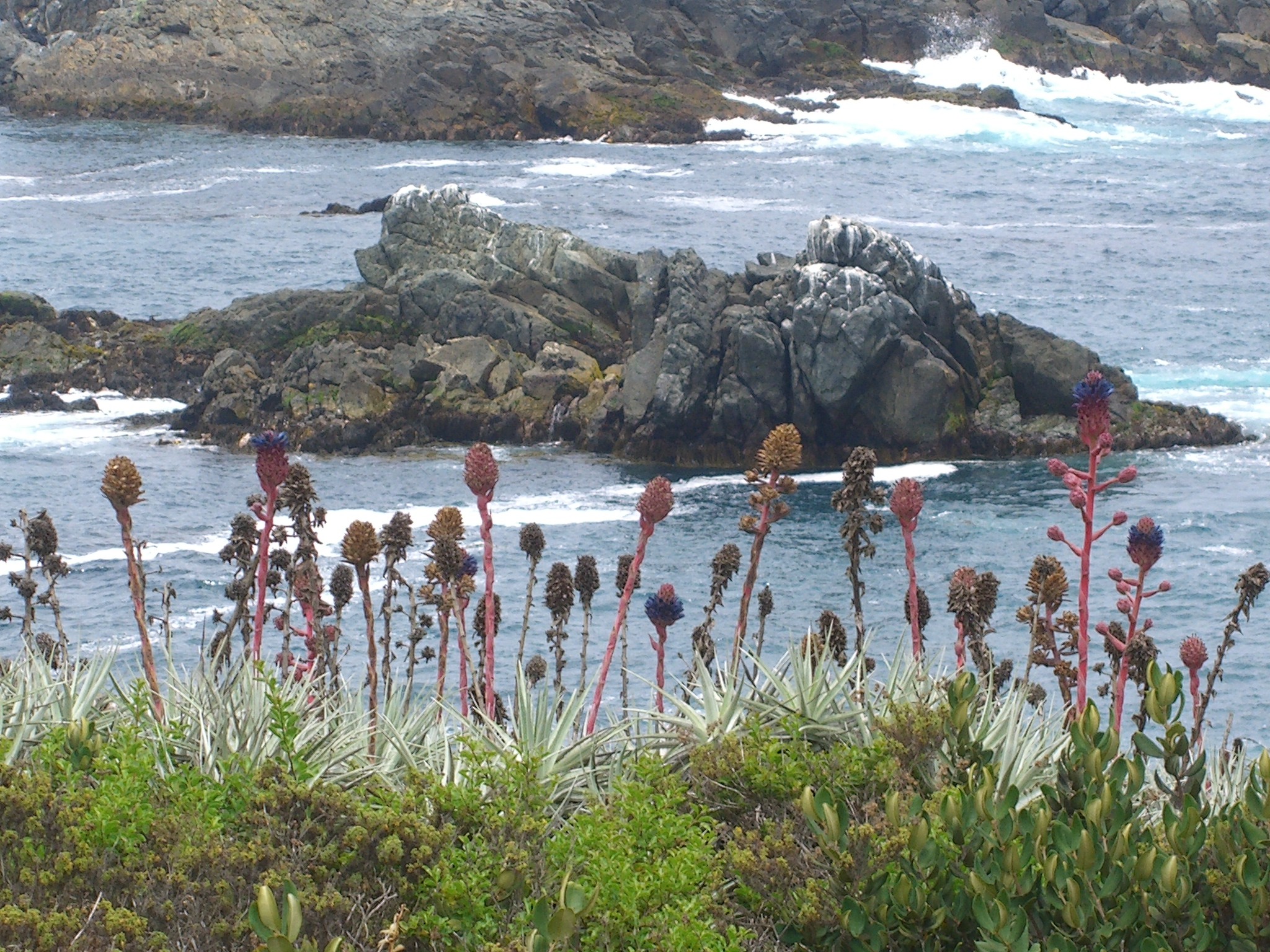
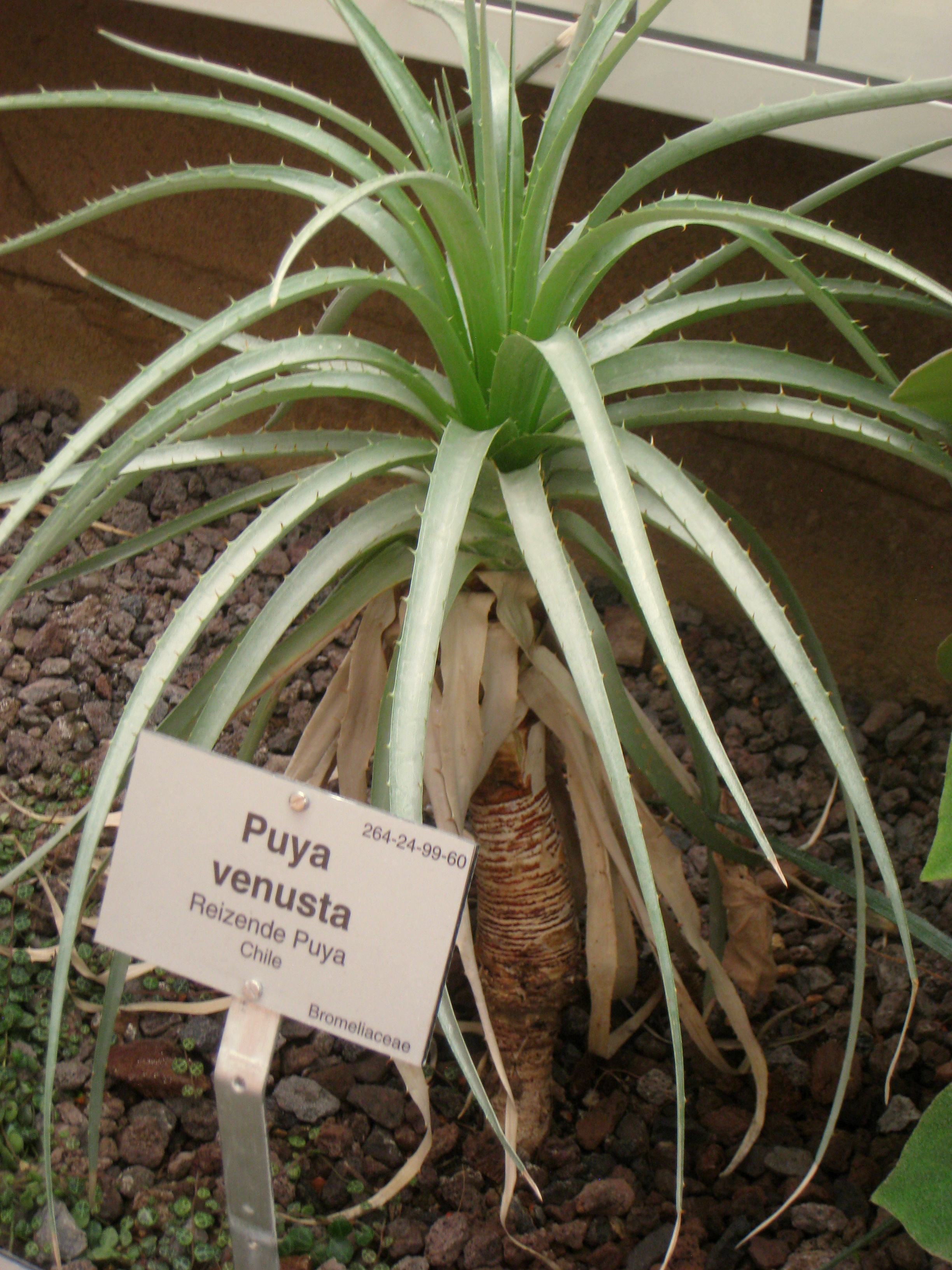
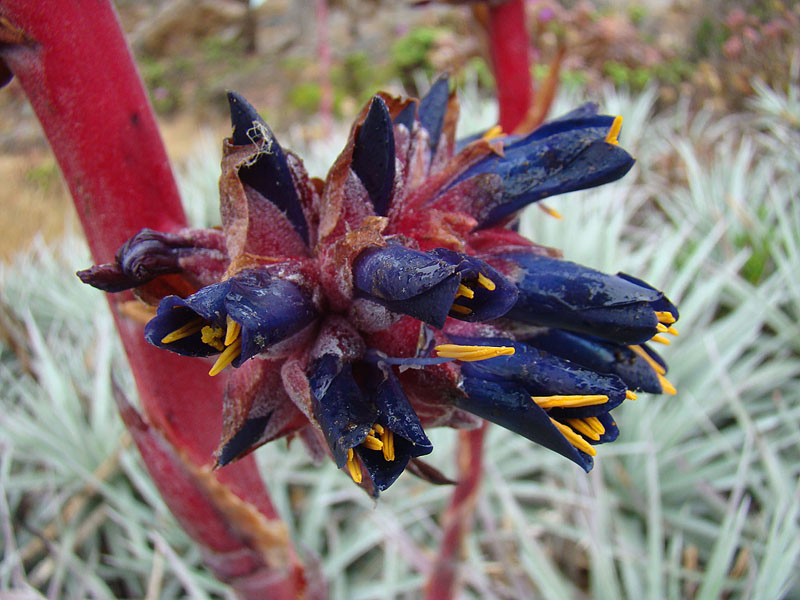